# Clastoptera sahlbergi
Clastoptera sahlbergi är en insektsart som beskrevs av Carl Stål 1854. Clastoptera sahlbergi ingår i släktet Clastoptera och familjen Clastopteridae. Inga underarter finns listade i Catalogue of Life.